# Harold Fonseca
Harold Geovanny Fonseca Baca (Tegucigalpa, Honduras, 8 de octubre de 1993) es un futbolista hondureño, juega como portero y su equipo actual es el Olancho F. C.  de la Liga Nacional de Honduras.

## Trayectoria
Harold Fonseca comenzó en las reservas del Motagua, con las cuales fue figura durante varios años. Durante el Torneo Clausura 2014, bajo las órdenes de Diego Vásquez, recibió su primera convocatoria para un juego oficial contra Marathón. Aquel encuentro, disputado el 20 de abril de 2014 en el Estadio Nacional de Tegucigalpa, finalizó con un empate de 0 a 0.
A mediados de 2015, ante la falta de oportunidades con el cuadro «azul profundo», reforzó al Juticalpa por un año en calidad de préstamo. Hizo su debut en la Liga Nacional el 29 de agosto de 2015, en la visita contra Victoria que concluyó con empate de 1 a 1. En total, disputó 24 juegos con el club «canechero».
El 7 de junio de 2016, una vez finalizado su préstamo, retornó a Motagua. A lo largo del Torneo Apertura 2016, Fonseca se adjudicó la titularidad. Desafortunadamente, mientras disputaba la final de ida contra Platense, sufrió una lesión de ligamentos cruzados que lo mantuvo alejado de la actividad deportiva por seis meses.
Posteriormente, militó en Vida, Olimpia, Marathón, Victoria y Olancho.

## Selección nacional

### Categorías menores
El 25 de julio de 2016 se anunció su convocatoria a la Selección Olímpica de Honduras para disputar los Juegos Olímpicos de Río 2016.

#### Participaciones en Juegos Olímpicos
| Juegos                       | Sede   | Resultado | Partidos | Goles |
| ---------------------------- | ------ | --------- | -------- | ----- |
| Juegos Olímpicos de Río 2016 | Brasil | 4º lugar  | 0        | 0     |

### Categoría absoluta
Ha sido internacional con la selección de fútbol de Honduras en 3 ocasiones.

#### Participaciones en Liga de Naciones
| Torneo                   | Sede     | Resultado      | Partidos | Goles |
| ------------------------ | -------- | -------------- | -------- | ----- |
| Liga de Naciones 2019-20 | Concacaf | 3.º lugar      | 1        | 0     |
| Liga de Naciones 2022-23 | Concacaf | Fase de grupos | 1        | 0     |

#### Participaciones en Copa de Oro
| Torneo           | Sede                    | Resultados     | Partidos | Goles |
| ---------------- | ----------------------- | -------------- | -------- | ----- |
| Copa de Oro 2023 | Estados Unidos · Canadá | Fase de grupos | 0        | 0     |

## Estadísticas

### Clubes
| Club | Div.                | Temporada           | Liga  | Liga | Liga | Copas nacionales | Copas nacionales | Copas nacionales | Copas internacionales | Copas internacionales | Copas internacionales | Total | Total | Total | Media goleadora |
| Club | Div.                | Temporada           | Part. | GR   | VI   | Part.            | GR               | VI               | Part.                 | GR                    | VI                    | Part. | GR    | VI    | Media goleadora |
| --- | ------------------- | ------------------- | ----- | ---- | ---- | ---------------- | ---------------- | ---------------- | --------------------- | --------------------- | --------------------- | ----- | ----- | ----- | --------------- |
| F. C. Motagua Honduras | 1.ª                 | 2013-14             | 0     | 0    | 0    | ―                | ―                | ―                | ―                     | ―                     | ―                     | 0     | 0     | 0     | 0               |
| F. C. Motagua Honduras | 1.ª                 | 2014-15             | 0     | 0    | 0    | ―                | ―                | ―                | ―                     | ―                     | ―                     | 0     | 0     | 0     | 0               |
| F. C. Motagua Honduras | Total               | Total               | 0     | 0    | 0    | 0                | 0                | 0                | 0                     | 0                     | 0                     | 0     | 0     | 0     | 0               |
| Juticalpa F. C. Honduras |                     |                     |       |      |      |                  |                  |                  |                       |                       |                       |       |       |       |                 |
| 1.ª | 2015-16             | 24                  | 29    | 4    | ―    | ―                | ―                | ―                | ―                     | ―                     | 24                    | 29    | 4     | 1.21  |                 |
| Total | Total               | 24                  | 29    | 4    | 0    | 0                | 0                | 0                | 0                     | 0                     | 24                    | 29    | 4     | 1.21  |                 |
| F. C. Motagua Honduras | 1.ª                 |                     |       |      |      |                  |                  |                  |                       |                       |                       |       |       |       |                 |
| F. C. Motagua Honduras | 1.ª                 | 2016-17             | 16    | 20   | 4    | ―                | ―                | ―                | ―                     | ―                     | ―                     | 16    | 20    | 4     | 1.25            |
| F. C. Motagua Honduras | 1.ª                 | 2017-18             | 7     | 9    | 2    | ―                | ―                | ―                | 0                     | 0                     | 0                     | 7     | 9     | 2     | 1.29            |
| F. C. Motagua Honduras | Total               | Total               | 23    | 29   | 6    | 0                | 0                | 0                | 0                     | 0                     | 0                     | 23    | 29    | 6     | 1.26            |
| C. D. S. Vida Honduras |                     |                     |       |      |      |                  |                  |                  |                       |                       |                       |       |       |       |                 |
| 1.ª | 2018-19             | 9                   | 16    | 0    | ―    | ―                | ―                | ―                | ―                     | ―                     | 9                     | 16    | 0     | 1.78  |                 |
| Total | Total               | 9                   | 16    | 0    | 0    | 0                | 0                | 0                | 0                     | 0                     | 9                     | 16    | 0     | 1.78  |                 |
| C. D. Olimpia Honduras |                     |                     |       |      |      |                  |                  |                  |                       |                       |                       |       |       |       |                 |
| 1.ª | 2019-20             | 16                  | 8     | 10   | ―    | ―                | ―                | 4                | 4                     | 3                     | 20                    | 12    | 13    | 0.6   |                 |
| 1.ª | 2020-21             | 5                   | 7     | 1    | ―    | ―                | ―                | 1                | 0                     | 1                     | 6                     | 7     | 2     | 1.17  |                 |
| Total | Total               | 21                  | 15    | 11   | 0    | 0                | 0                | 5                | 4                     | 4                     | 26                    | 19    | 15    | 0.73  |                 |
| C. D. Marathón Honduras |                     |                     |       |      |      |                  |                  |                  |                       |                       |                       |       |       |       |                 |
| 1.ª | 2021-22             | 4                   | 3     | 2    | ―    | ―                | ―                | ―                | ―                     | ―                     | 4                     | 3     | 2     | 0.75  |                 |
| Total | Total               | 4                   | 3     | 2    | 0    | 0                | 0                | 0                | 0                     | 0                     | 4                     | 3     | 2     | 0.75  |                 |
| C. D. Victoria Honduras |                     |                     |       |      |      |                  |                  |                  |                       |                       |                       |       |       |       |                 |
| 1.ª | 2021-22             | 18                  | 23    | 5    | ―    | ―                | ―                | ―                | ―                     | ―                     | 18                    | 23    | 5     | 1.28  |                 |
| 1.ª | 2022-23             | 19                  | 26    | 4    | ―    | ―                | ―                | ―                | ―                     | ―                     | 19                    | 26    | 4     | 1.37  |                 |
| Total | Total               | 37                  | 49    | 9    | 0    | 0                | 0                | 0                | 0                     | 0                     | 37                    | 49    | 9     | 1.32  |                 |
| Olancho F. C. Honduras |                     |                     |       |      |      |                  |                  |                  |                       |                       |                       |       |       |       |                 |
| 1.ª | 2022-23             | 17                  | 13    | 8    | ―    | ―                | ―                | ―                | ―                     | ―                     | 17                    | 13    | 8     | 0.76  |                 |
| 1.ª | 2023-24             | 28                  | 23    | 12   | ―    | ―                | ―                | 3                | 4                     | 0                     | 31                    | 27    | 12    | 0.87  |                 |
| Total | Total               | 45                  | 36    | 20   | 0    | 0                | 0                | 3                | 4                     | 0                     | 48                    | 40    | 20    | 0.83  |                 |
| Total en su carrera | Total en su carrera | Total en su carrera | 163   | 177  | 52   | 0                | 0                | 0                | 8                     | 8                     | 4                     | 171   | 185   | 56    | 1.08            |
| (1)Incluye datos de la Copa de Honduras. (2)Incluye datos de la Liga de Campeones de la Concacaf, Liga Concacaf, Copa Centroamericana de Concacaf. (3) No incluye datos de partidos amistosos. |                     |                     |       |      |      |                  |                  |                  |                       |                       |                       |       |       |       |                 |

## Palmarés

### Campeonatos nacionales
| Título                | Club          | País     | Año  |
| --------------------- | ------------- | -------- | ---- |
| Torneo Apertura       | F. C. Motagua | Honduras | 2014 |
| Torneo Apertura       | F. C. Motagua | Honduras | 2016 |
| Torneo Clausura       | F. C. Motagua | Honduras | 2017 |
| Supercopa de Honduras | F. C. Motagua | Honduras | 2017 |
| Torneo Apertura       | F. C. Motagua | Honduras | 2018 |
| Torneo Apertura       | C. D. Olimpia | Honduras | 2019 |
| Torneo Apertura       | C. D. Olimpia | Honduras | 2020 |
| Torneo Clausura       | C. D. Olimpia | Honduras | 2021 |